# روجر بال
روجر بال (بالإنجليزية: Roger Ball)‏ هو كاتب أغاني بريطاني، ولد في 4 يونيو 1944.

## وصلات خارجية
- روجر بال على موقع IMDb (الإنجليزية)
- روجر بال على موقع ميوزك برينز (الإنجليزية)
- روجر بال على موقع أول ميوزيك (الإنجليزية)
- روجر بال على موقع ديسكوغز (الإنجليزية)